# Micropsectra brundini
Micropsectra brundini är en tvåvingeart som beskrevs av Sawedal 1979. Micropsectra brundini ingår i släktet Micropsectra och familjen fjädermyggor. Inga underarter finns listade i Catalogue of Life.